# O Irixo
O Irixo és un municipi de la província d'Ourense a Galícia. Pertany a la Comarca do Carballiño.
| 6.787 | 6.685 | 6.357 | 4.350 | 2.033 |
| Fonts: INE i IGE (Els criteris de registre censal variaren i les dades de l'INE i de l'IGE poden no coincidir.) |       |       |       |       |

## Parròquies
- Campo (Santa María)
- Cangues (Santo Estevo)
- A Cidá (Santa Mariña)
- Corneda (Santiago)
- Dadín (San Pedro)
- Espiñeira (San Pedro)
- Froufe (San Xoán)
- Loureiro (Santa Mariña)
- Parada de Labiote (San Xulián)
- Reádigos (Santa Baia)
- O Regueiro (San Pedro)
- San Cosmede de Cusanca (San Cosmede)